# Lista de membros correspondentes da Academia Brasileira de Ciências empossados em 2012
Esta lista contém os nomes dos membros correspondentes da Academia Brasileira de Ciências empossados em 2012. 
| Imagem | Nome                          | Datas de nascimento e falecimento | Local de nascimento | Área de especialização | Alma mater                                      | Data de posse      | Conhecido por | Referências |
| ------ | ----------------------------- | --------------------------------- | ------------------- | ---------------------- | ----------------------------------------------- | ------------------ | --- | ----------- |
|        | Albert Fishlow                | 01 de janeiro de 1936             | Filadélfia, EUA     | Ciências Sociais       | uPenn, EUA                                      | 08 de maio de 2012 | | [ 2 ]       |
|        | Christine C. Winterbourn      | 28 de julho de 1942               | Nova Zelândia       | Ciências Biomédicas    |                                                 | 08 de maio de 2012 | | [ 3 ]       |
|        | Efim Zelmanov                 | 07 de setembro de 1955            | Khabarovsk, Rússia  | Ciências Matemáticas   | Universidade Estadual de Novosibirsk, Rússia    | 08 de maio de 2012 | Recebeu a Medalha Fields (1994)                                                                                     | [ 4 ]       |
|        | Gérard Plateau                | 07 de dezembro de 1946            | França              | Ciências da Engenharia |                                                 | 08 de maio de 2012 | | [ 5 ]       |
|        | Hugo Kubinyi                  | 27 de julho de 1940               | Áustria             | Ciências Químicas      |                                                 | 08 de maio de 2012 | | [ 6 ]       |
|        | James Joseph Heckman          | 19 de abril de 1944               | Chicago, EUA        | Ciências Sociais       | Faculdade do Colorado, EUA                      | 08 de maio de 2012 | Recebeu o Nobel de Economia (2000).                                                                                 | [ 7 ]       |
|        | Marc André Meyers             | 10 de agosto de 1946              | Belo Horizonte, MG  | Ciências da Engenharia | UFMG                                            | 08 de maio de 2012 | | [ 8 ]       |
|        | Meinrat O. Andreae            | 19 de maio de 1949                | Augsburgo, Alemanha | Ciências da Terra      | KIT, Alemanha                                   | 08 de maio de 2012 | | [ 9 ]       |
|        | Michel Claudio Nussenzweig    | 10 de fevereiro de 1955           | São Paulo, SP       | Ciências Biomédicas    | NYU, EUA                                        | 08 de maio de 2012 | Filho de Ruth Sonntag Nussenzweig e Victor Nussenzweig. Membro da Academia Nacional de Ciências dos Estados Unidos. | [ 10 ]      |
|        | Miguel N. Burnier Jr.         | 17 de julho de 1951               | Brasil              | Ciências da Saúde      |                                                 | 08 de maio de 2012 | | [ 11 ]      |
|        | Moyses Szklo                  | 30 de dezembro de 1938            | Rio de Janeiro, RJ  | Ciências da Saúde      | UERJ                                            | 08 de maio de 2012 | Editor-Chefe do en:American Journal of Epidemiology (1988 -)                                                        | [ 12 ]      |
|        | Shankar Prashad Bhattacharyya | 23 de junho de 1946               | Índia               | Ciências da Engenharia | en:Indian Institute of Technology Bombay, Índia | 08 de maio de 2012 | | [ 13 ]      |
|        | Víctor Alberto Ramos          | 22 de abril de 1945               | Argentina           | Ciências da Terra      | UBA, Argentina                                  | 08 de maio de 2012 | Membro da Academia Nacional de Ciências dos Estados Unidos.                                                         | [ 14 ]      |
|        | Wendelin Werner               | 23 de setembro de 1968            | Colônia, Alemanha   | Ciências Matemáticas   | ENS Paris, França                               | 08 de maio de 2012 | Recebeu a Medalha Fields (2006). Membro da Académie des Sciences e da Academia Leopoldina.                          | [ 15 ]      |